# Lịch sử rượu vang

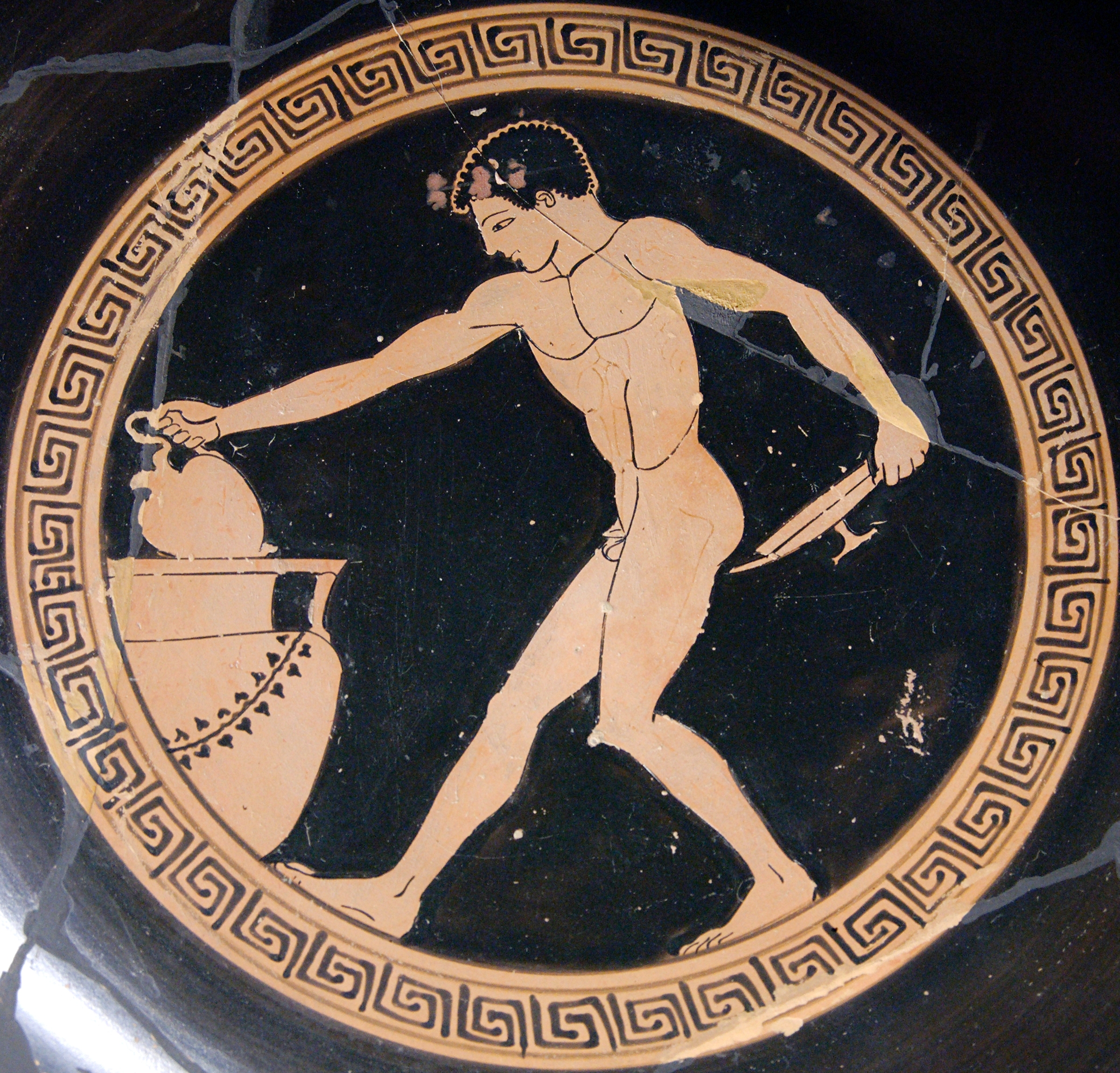
Một cậu bé phục vụ rượu vang tại một bữa tiệc rượu đêm Hy Lạp

Lịch sử rượu vang kéo dài hàng nghìn năm và gắn bó chặt chẽ với lịch sử nông nghiệp, ẩm thực, văn minh, loài người. Bằng chứng khảo cổ sớm nhất cho thấy con người đã làm rượu vang tại Gruzia vào khoảng 6000 năm TCN, một số địa điểm khảo cổ đáng chú ý khác là Iran và Armenia cũng phát hiện các bằng chứng về rượu vang có niên đại tương ứng là 5000 năm và 4000 năm TCN. Bằng chứng khảo cổ học cũng cho thấy nho thuần hóa đã được trồng vào Thời đại đồ đồng sớm ở Cận Đông, Sumer và Ai Cập từ khoảng thiên niên kỷ thứ ba TCN.
Bằng chứng về sản xuất rượu vang sớm nhất ở Châu Âu đã được phát hiện tại các địa điểm khảo cổ ở miền bắc Hy Lạp (Macedonia) có niên đại cách ngày nay khoảng 6500 năm. Những địa điểm khảo cổ khác cũng phát hiện các tàn tích chứng minh việc nghiền nho đã xuất hiện từ rất sớm ở tại Hy Lạp. Ở Ai Cập, rượu vang đã trở thành một phần của lịch sử, đóng vai trò quan trọng trong đời sống nghi lễ cổ xưa. Dấu vết về rượu vang hoang dã từ thiên niên kỷ thứ hai và thứ nhất TCN được phát hiện ở Trung Quốc.
Rượu vang gắn liền với thần thoại về Dionysus/Bacchus, phổ biến ở La mã và Hy Lạp cổ đại, và nhiều vùng làm rượu vang chính ở Tây Âu ngày nay đã được thiết lập với các đồn điền của người La Mã và người Phoenicia. Kỹ thuật làm rượu vang, như ép rượu, được cải thiến đáng kể vào thời Đế chế La Mã; rất nhiều giống nho và kỹ thuật canh tác đã được phát hiện và thùng đựng rượu đã được phát triển để cất và vận chuyển rượu vang.
Ở Châu Âu thời trung cổ, sau sự suy tàn của Rome và sản xuất rượu vang quy mô công nghiệp để xuất khẩu, Giáo hội Kitô giáo đã trở thành một người ủng hộ nhiệt thành việc dùng rượu vang trong cử hành Thánh lễ Công giáo. Trong khi đó, rượu vang lại bị cấm trong các nền văn hóa Hồi giáo thời trung cổ, việc dùng rượu vang trong các giáo lễ Kitô đã được chấp nhận rộng rãi, Geber và các nhà hóa học Hồi giáo khác là những người tiên phong trong hoạt động chưng cất rượu vang phục vụ cho mục đích y học hồi giáo, cũng như hoạt động công nghiệp để làm nước hoa. Sản xuất rượu vang dần dần phát triển và rượu vang đã được sử dụng phổ biến từ thế kỷ 15 trở đi, ngành làm rượu vang vẫn tồn tại sau đợt dịch bệnh Phylloxera tàn phá vào thập niên 1870 và đến ngày nay đã hình thành các vùng làm rượu vang trên khắp thế giới.

## Lịch sử ban đầu

Các địa điểm khảo cổ thời đại đồ đá mới, thời đại đồ đồng sớm đã tìm thấy các di tích của việc làm rượu vang và dầu oliu.

Thông qua một dự án lập bản đồ gen rộng rãi vào năm 2006, tiến sĩ Patrick McGovern và đồng nghiệp đã phân tích hơn 110 loại nho hiện đại, và ông đã thu hẹp để xác định nguồn gốc của chúng bắt nguồn từ một vùng ở Gruzia. Ngoài ra, axit tartaric đã được đội của McGovern tìm thấy trong các lọ gốm cổ tại Bảo tàng đại học Pennsylvania. Các di tích gồm những lọ gốm cổ từ các địa điểm khai quật thời đại đồ đá mới ở Shulaveri thuộc Gruzia ngày nay (khoảng 6000 năm TCN), Hajji Firuz Tepe ở dãy núi Zagros thuộc Iran ngày nay (5400–5000 năm TCN), và từ Late Uruk (3500–3100 năm TCN) ở Uruk, Lưỡng Hà. Những xác định dựa trên việc tìm kiếm axit tartaric và muối tartrate bằng cách dùng một dạng quang phổ hồng ngoại (FT-IR). Một số nhà sinh hóa rất quan tâm tới những xác định này, họ đưa ra những nhận xét thận trọng do khả năng xác định sai khá cao, đặc biệt là các hỗn hợp phức tạp của vật liệu hữu cơ và các sản phẩm thoái hóa có thể có mặt trong các mẫu thử. Những xác định kiểu này chưa được nhân rộng ra các phòng phí nghiệm khác.
Lịch sử rượu vang ban đầu ít được biết đến. Có lẽ rằng những nông dân và những người cắt cỏ là những người đầu tiên làm ra đồ uống có cồn từ trái cây dại, gồm các loại nho dại thuộc loài Vitis silvestris, tổ tiên của các loại nho làm rượu vang ngày nay. Việc làm rượu vang đã trở nên dễ dàng hơn khi đồ gốm được phát triển vào cuối thời kỳ đồ đá mới ở vùng Cận Đông vào khoảng 9000 năm trước. Tuy nhiên các loại nho dại lại nhỏ và chua, tại các địa điểm khảo cổ thường tương đối hiếm khi tìm thấy chúng. Như vậy có thể thấy rằng không có cơ sở của nghề làm rượu vang.
Trong cuốn sách của mình có tựa đề Ancient Wine: The Search for the Origins of Viniculture (tạm dịch Rượu vang cổ: Tìm kiếm nguồn gốc của nghề trồng nho, Princeton: Princeton University Press, 2003), McGovern lập luận rằng việc thuần hóa nho làm rượu vang Á-Âu và việc làm rượu có thể có nguồn gốc từ lãnh thổ ngày nay là Gruzia và lan truyền xuống phía nam từ đó.
Các xưởng làm rượu vang cổ nhất được biết đến nằm ở hang "Areni-1" thuộc tỉnh Vayots Dzor, Armenia. Các nhà khảo cổ học đã công bố phát hiện về xưởng làm rượu vang này vào tháng 1 năm 2011, bảy tháng sau khi xưởng giày da thuộc cổ nhất thế giới (xưởng giày Areni-1) được phát hiện trong cùng một hang động. Trong xưởng làm rượu vang trên 6 nghìn năm tuổi, người ta phát hiện mộ máy ép rượu vang, thùng, lọ lên men và ly. Các nhà khảo cổ cũng tìm thấy hạt nho và cây nho thuộc loài Vitis vinifera. Patrick McGovern nhận xét về tầm quan trọng của phát hiện này đã phát biểu: "thực tế rằng việc làm rượu vang đã được phát triển rất tốt vào 4000 năm TCN cho thấy công nghệ này có thể lâu đời hơn nữa."

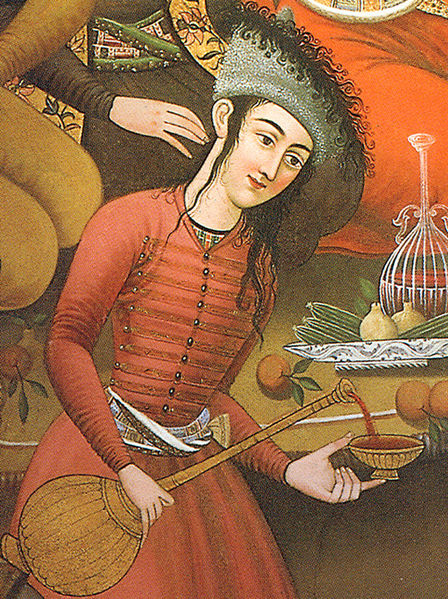
Ở Iran (Ba Tư), rượu vang "mey" Ba Tư là chủ đề thơ ca trong hơn một ngàn năm

Các giống nho thuần hóa khá phong phú ở Cận Đông khi thời kỳ đồ đồng sớm bắt đầu, vào khoảng 3.200 năm TCN. Ngoài ra còn có bằng chứng rõ ràng khác về việc làm rượu vang ở Sumer và Ai Cập vào thiên niên kỷ thứ 3 TCN. Người Trung Quốc thời cổ đại làm rượu vang từ "các loại nho núi" dại như Vitis thunbergii trong một thời gian, cho đến khi họ mang các hạt giống nho thuần hóa vào Trung Quốc từ Trung Á trong thế kỷ 2. Cây nho cũng đồng thời là một thực phẩm quan trọng.
Hiện nay việc xác định rượu vang được làm đầu tiên chính xác ở đâu hiện vẫn chưa rõ ràng. Có thể là bất kỳ đâu trong một khu vực rộng lớn trải dài từ Bắc Phi đến Trung/Nam Á, những nơi có nho dại phát triển. Tuy nhiên việc sản xuất rượu vang quy mô lớn đầu tiên phải ở trong vùng nơi nho được thuần hóa đầu tiên, đó là ở miền nam Kavkaz và Cận Đông. Nho dại phát triển ở Gruzia, miền bắc Levant, đông nam và ven biển Thổ Nhĩ Kỳ, miền bắc Iran hoặc Armenia. Trong những địa danh trên vẫn chưa xác định được chính xác nơi làm rượu vang đầu tiên.

### Những truyền thuyết
Có rất nhiều câu truyện đáng nghi vấn về nguồn gốc của rượu vang. Kinh Thánh nói rằng Noah và con trai của ông đã làm rượu vang trên núi Ararat.
Một câu chuyện liên quan đến vị vua Ba Tư truyền thuyết là Jamshid và hậu cung của ông. Theo truyền thuyết, vua đã trục xuất một trong các bà vợ của mình ra khỏi vương quốc, khiến cô trở nên chán nản và muốn tự tử. Cô đi đến nhà kho của vua, cô tìm thấy một cái bình có đánh dấu "thuốc độc" trên đó, trong bình đó có chứa nho thừa đã bị hỏng và cô nghĩ nó sẽ không uống được. Nhưng cô không biết, nho "hỏng" thực sự là kết quả của quá trình lên men biến nho thành rượu nhờ nấm men. Sau khi uống thứ nước nho bị gọi là thuốc độc, cô đã phát hiện ra tác dụng của nó, nó giúp cô dễ chịu và tinh thần của cô phấn chấn hơn. Cô dâng khám phá của mình cho nhà vua, ngay lập tức nhà vua đã sau mê với đồ uống "rượu vang" mới, ông chấp nhận để cô quay trở lại hậu cung và ra lệnh tất cả nho trồng ở Persepolis sẽ được dùng để làm rượu. Trong khi hầu hết các sử gia rượu vang xem câu truyện này chỉ đơn thuần là truyền thuyết, nhưng cũng có bằng chứng khảo cổ cho thấy rượu vang đã được biết đến và buôn bán rộng rãi vào thời các vị vua Ba Tư đầu tiên.

## Nền văn minh Phoenicia
Người Phoenicia là những người đã tiếp thu những kiến thức làm rượu vang từ các khu vực phía đông, và đến lượt mình, thông qua mạng lưới thương mại rộng lớn của mình, người Phoenicia đã mang rượu vang đi khắp nơi, nho và kỹ thuật làm rượu vang nhờ đó đã đi khắp vùng Địa Trung Hải. Người Phoenicia sử dụng vò hai quai một cách rộng rãi để vận chuyển rượu vang và họ cũng đã mang các giống nho quan trọng cho việc phát triển nghề làm rượu vang tới La Mã và Hy Lạp.

## Hy Lạp cổ đại

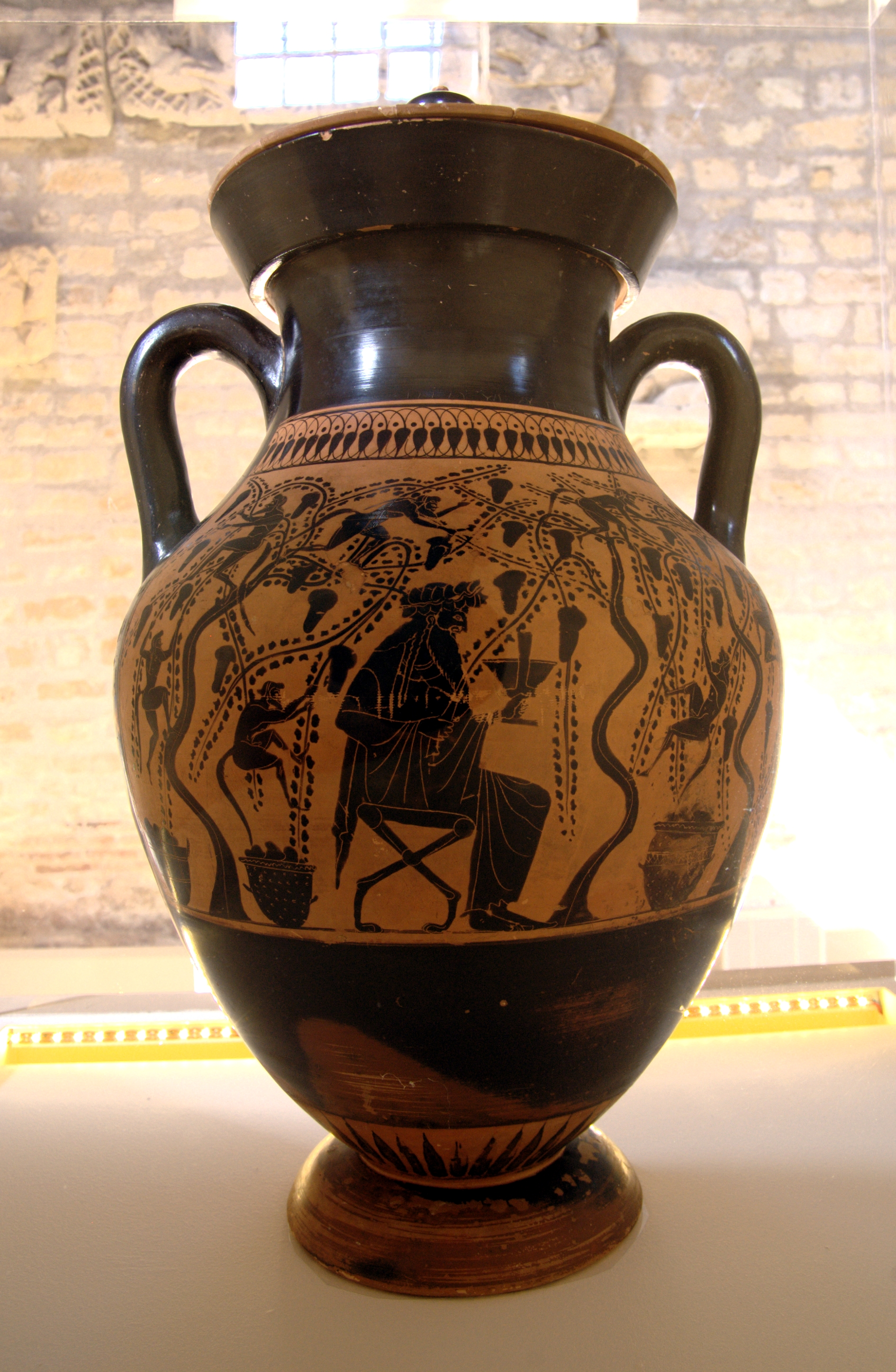
Dionysus trong vườn nho, vò hai quai cuối thế kỷ 6 TCN

Nhiều nền văn hóa rượu vang hiện đại bắt nguồn từ các hoạt động của người Hy Lạp cổ đại. Hiện nay người ta vẫn chưa biết chính xác nơi xuất hiện rượu vang đầu tiên trên lãnh thổ Hy Lạp, nhưng rượu vang chắc chắn đã được các nền văn hóa Minoan và Mycenae biết đến. Nhiều loại nho trồng ở Hy Lạp ngày nay, trong đó có những giống chỉ có ở Hy Lạp cổ đại, và nhiều giống nho hiện đại tương tự hoặc giống hệt các giống nho vào thời cổ đại. Thật vậy, một loại rượu vang trắng thơm mạnh rất phổ biến ở Hy Lạp ngày nay có tên retsina, người ta tin rằng loại rượu này khởi đầu khi các bình rượu vang được lót bằng nhựa cây, và nhựa cây đã truyền cho rượu vang một hương vị khác biệt.
Bằng chứng từ các địa điểm khảo cổ học ở Hy Lạp là các tàn tích nho có độ tuổi 6500 năm trước, chúng đại diện cho sự xuất hiện sớm nhất của nghề làm rượu vang ở Châu Âu. "Tiệc rượu vang" (me-tu-wo ne-wo) là một lễ hội ở thời kỳ Mycenae để kỷ niệm "tháng rượu vang mới". Một số nguồn tư liệu cổ đại như của nhà văn La Mã là Pliny the Elder, đã mô tả phương pháp của người Hy Lạp cổ đại là sử dụng một phần thạch cao đã khử nước trước khi lên men, và một số loại vôi sau khi lên men để giảm độ axit của rượu vang. Nhà văn Hy Lạp là Theophrastus đã cung cấp mô tả lâu đời nhất về khía cạnh làm rượu vang của người Hy Lạp.
Thần Dionysus, vị thần Hy Lạp của sự hoan lạc và rượu vang thường được đề cập tới trong các tác phẩm của Homer và Aesop, đôi khi vị thần này còn được gọi là Acratophorus, thần Dionysus được suy tôn là đáng ban rượu vang không pha trộn. Dionysus còn có tên khác là Bacchus và sự mê loạn điên cuồng do Dionysus gây ra được gọi là bakcheia. Trong thần thoại Homeric, rượu vang thường được phục vụ trong các "bát trộn" – đây không phải là cách uống rượu nguyên chất truyền thống – và được gọi là "nước ép của các vị thần". Homer thường xuyên đề cập tới "biển vang tối" (οἶνωψ πόντος, oīnōps póntos); vì dưới bầu trời Hy Lạp màu xanh đậm, biển Aegea khi nhìn từ trên xuống dưới có màu tím của rượu vang.
Tài liệu tham khảo sớm nhất về một loại rượu vang được đặt tên là "Dénthis" do nhà thơ trữ tình Alkman (thế kỷ 7 TCN) viết, ông đã ca ngợi loại rượu vang "Dénthis" này là "anthosmías" ("mùi của hoa"), đây là một loại rượu vang làm từ chân đồi phía tây của núi Taygetus ở Messenia. Aristotle cũng đã đề cập đến rượu vang Lemnos, có thể loại nho làm rượu vang này cũng giống như giống nho Lemnió ngày nay, rượu vang Lemnos là loại rượu vang đỏ với hương vị của cây oregano và húng tây. Nếu vậy Lemnió sẽ trở thành giống nho lâu đời nhất vẫn được trồng tới ngày nay.
Rượu vang Hy Lạp đã được biết đến rộng rãi và xuất khẩu trên toàn lưu vực Địa Trung Hải, những chiếc vò hai quai với phong cách và nghệ thuật Hy Lạp đã được tìm thấy khắp khu vực này, những người Hy Lạp có thể liên quan đến sự xuất hiện đầu tiên của rượu vang ở Ai Cập cổ đại. Người Hy Lạp đã giới thiệu rượu vang Vitis vinifera và làm rượu vang ở nhiều thuộc địa của họ ngày nay thuộc Italy, Sicilia, miền nam nước Pháp và Tây Ban Nha.

## Ai Cập cổ đại

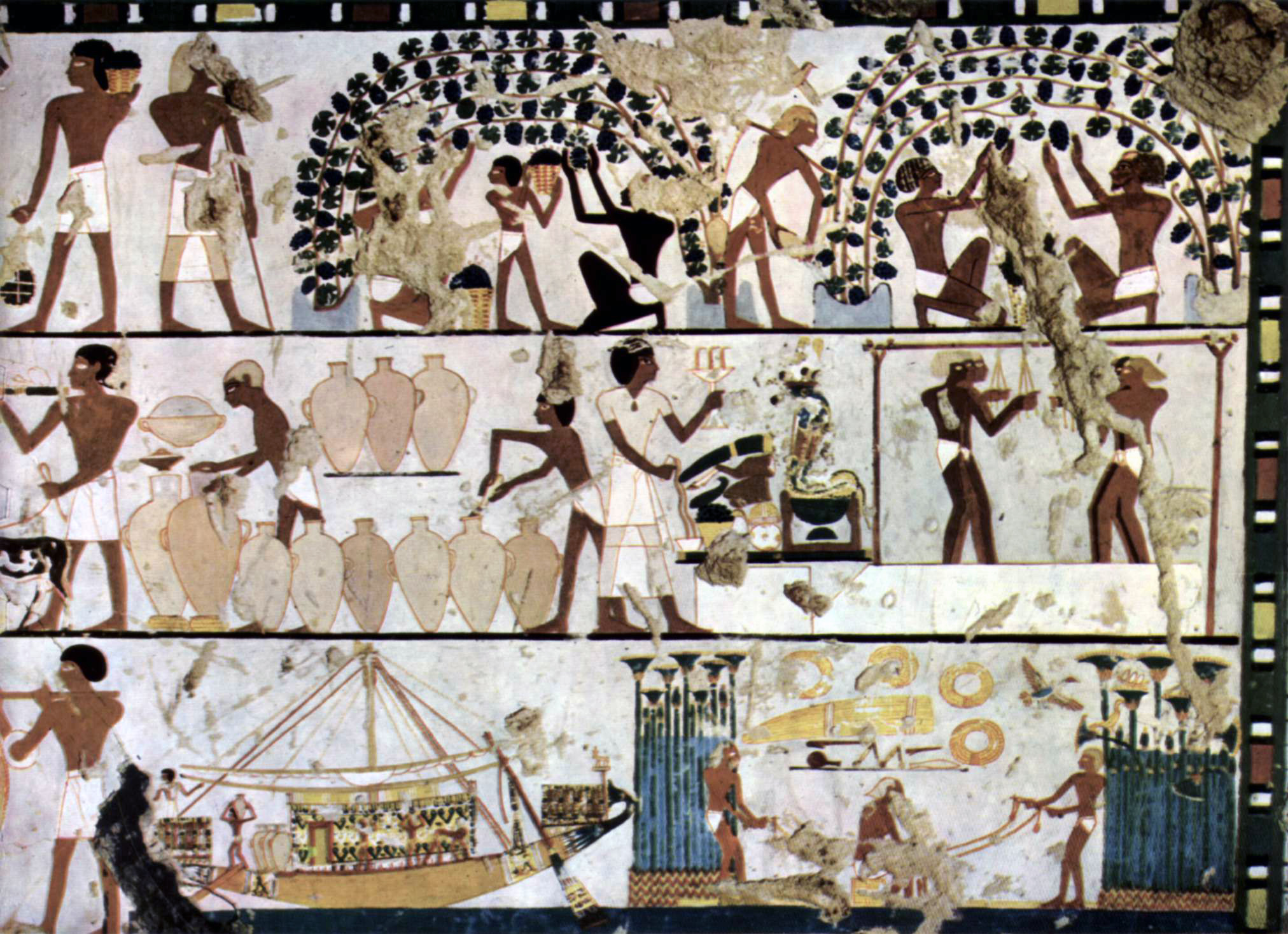
Canh tác nho, làm rượu vang, buôn bán rượu vang ở Ai Cập cổ đại, khoảng 1500 năm TCN

Ở Ai Cập, rượu vang đóng vai trò quan trọng trong đời sống nghi lễ cổ xưa. Một ngành nghề sản xuất rượu vang hoàng gia thịnh vượng đã được thiết lập ở châu thổ sông Nile sau khi kỹ thuật canh tác nho ra đời từ Levant tới Ai Cập khoảng 3000 năm TCN. Ngành nghề này có thể là kết quả từ việc giao thương giữa Ai Cập và Canaan vào thời đại đồ đồng sớm, khởi đầu ít nhất là từ Vương triều thứ ba (2650-2575 TCN), bắt đầu thời kỳ Vương quốc cổ (2650-2152 TCN). Các cảnh làm rượu vang trên các bức tường hầm mộ và những đồ cúng chôn cùng người chết cho thấy rượu vang chắc chắn đã được sản xuất ở các vườn nho trong vùng châu thổ sông Nile. Khi thời kỳ Vương quốc cổ chấm dứt, đã có năm loại rượu vang có thể được làm ở vùng châu thổ sông Nile, tạo thành một nhóm quy định hay "menu" cố định cho thế giới bên kia.
Rượu vang ở Ai Cập cổ đại chủ yếu là màu đỏ. Một khám phá gần đây đã tiết lộ bằng chứng đầu tiên của rượu vang trắng. Phân tích các mẫu vật trong 5 chiếc vò hai quai bằng đất sét lấy từ lăng mộ của Pharaoh Tutankhamun đã cho thấy các dấu vết của rượu vang trắng. Tìm trong các bình chức gần đó cũng dẫn đến các nghiên cứu tương tự cho thấy thức uống quý nhất ở Ai Cập cổ đại là Shedeh, được làm từ nho đỏ, chứ không phải là lựu như người ta nghĩ trước đây.
Với tầng lớp thấp hơn ở Ai Cập, họ chọn các loại bia là một thức uống hàng ngày thay cho rượu vang, khẩu vị này có thể kế thừa từ người Sumer. Tuy nhiên, rượu vang được nhiều người biết đến, đặc biệt là gần bờ biển Địa Trung Hải, rượu vang được sử dụng rất nhiều trong đời sống nghi lễ của người Do Thái, kinh Tanakh cũng đề cập đến rượu vang với nhiều lợi ích cũng như lời nguyền, và say rượu cũng là một chủ đề chính trong một số câu truyện Kinh Thánh.
Có nhiều điều mê tín dị đoan xuất hiện xung quanh việc uống rượu vào thời kỳ đầu, chủ yếu do màu của rượu vang giống máu. Trong tác phẩm Moralia của Plutarch, ông nói rằng trước triều đại của Psammetichus, các vị vua cổ đại không uống rượu vang, "cũng không sử dụng nó trong lễ rượu dâng lên các vị thần, họ nghĩ nó là máu của những người đã một lần chiến đấu chống lại các vị thần và từ đó, khi họ ngã xuống và hòa mình vào đất, họ tin rằng cây nho sẽ đâm trồi." Điều này lý giải tại sao khi say rượu "nó khiến đàn ông mất hết ý thức và làm họ phát khùng, vì họ đã tràn đầy dòng máu của tổ tiên họ."

## Đế quốc La Mã

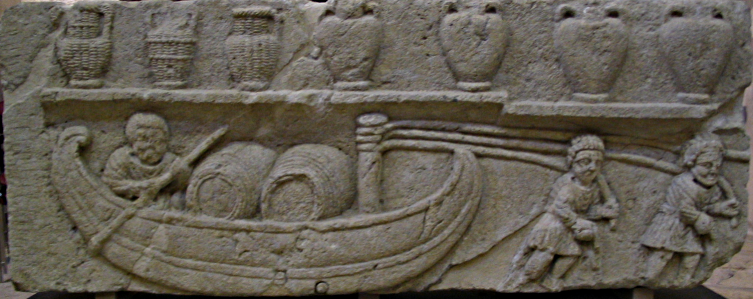
Vận chuyển rượu ở La Mã: các vò hai quai là những dụng cụ chứa rượu truyền thống ở Địa Trung Hải, và người Gaul người sử dụng thùng chứa rượu

Đế chế La Mã đã có một ảnh hưởng to lớn tới sự phát triển của nghề trồng nho và làm rượu nho. Rượu nho là một phần không thể tách rời trong chế độ ăn uống của người La Mã và nghề làm rượu vang đã trở thành một ngành kinh doanh có yêu cầu nghiêm ngặt. Trong tác phẩm De architectura (I.4.2) của Vitruvius có lưu ý là các phòng chứa rượu vang được xây phải quay về hướng bắc, "từ đó hướng này được giữ nguyên và không bị dịch chuyển."
Khi đế quốc La Mã mở rộng, nghề sản xuất rượu vang ở các tỉnh mở rộng của đế quốc đã phát triển và nó bắt đầu cạnh tranh với rượu vang gốc La Mã. Hầu như tất cả các vùng làm rượu vang chính của Tây Âu ngày nay đều được hình thành trong thời kỳ Đế quốc La Mã.

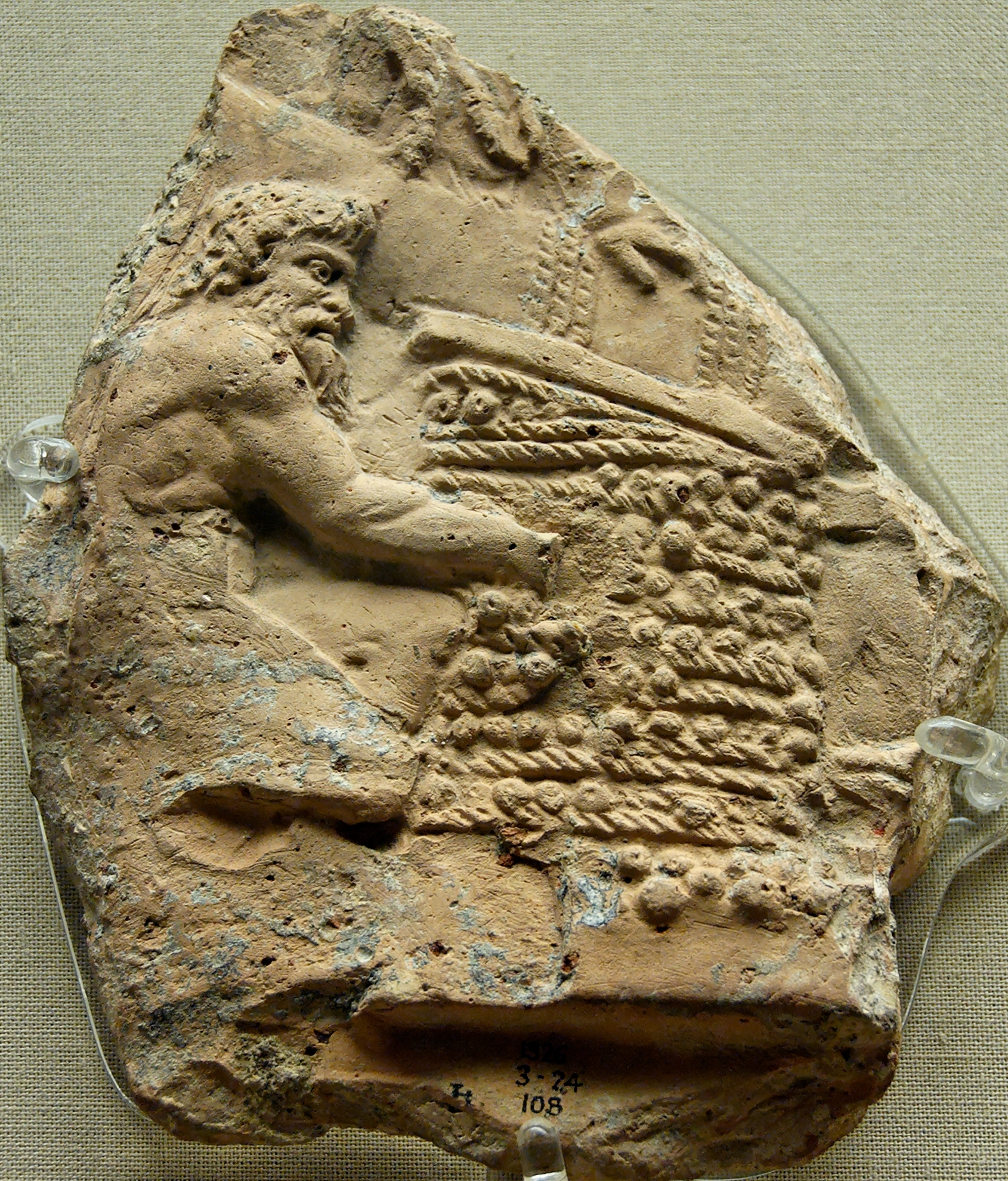
Một cảnh làm rượu vang ở La Mã (thế kỷ thứ 1 sau công nguyên)

Công nghệ làm rượu vang đã được cải thiện đáng kể trong thời kỳ của Đế chế La Mã. Nhiều giống nho và kỹ thuật canh tác đã được phát triển, các thùng chứa rượu do người Gaul phát minh, sau đó là các chai thủy tinh do người Syria phát minh, bắt đầu cạnh tranh với những chiếc vò hai quai làm bằng đất nung trong việc chứa và vận chuyển rượu vang. Sau khi người Hy Lạp phát minh ra ốc vít, máy ép rượu vang đã trở nên phổ biến trong các căn nhà sang trọng của người La Mã. Người La Mã cũng tạo ra những cái tên tiền thân cho các hệ thống tên gọi cho các vùng làm rượu nho sau này.
Rượu vang có thể pha trộn với các loại thảo mộc và khoáng chất, được giả định để phục vụ mục đích y học. Và thời La Mã, tầng lớp thượng lưu thường nghiền ngọc trai thành bột và trộn với rượu vang nhằm tăng cường sức khỏe. Cleopatra đã tạo nên huyền thoại về mình bằng cách hứa với Mark Antony rằng bà sẽ "uống giá trị của một tỉnh" trong một chén rượu vang, sau đó bà trộn một viên ngọc đắt tiền với một chén rượu và uống.
Sau khi đế chế Tây La Mã sụp đổ vào khoảng năm 500 sau công nguyên, châu Âu bắt đầu một thời kỳ của các cuộc xâm lược và bất ổn xã hội, lúc này chỉ có Giáo hội Công giáo La Mã là cấu trúc xã hội ổn định duy nhất. Thông qua Giáo hội, nghề trồng nho và kỹ thuật làm rượu vang cần cho Thánh Lễ sẽ được gìn giữ.

## Trung Quốc cổ đại

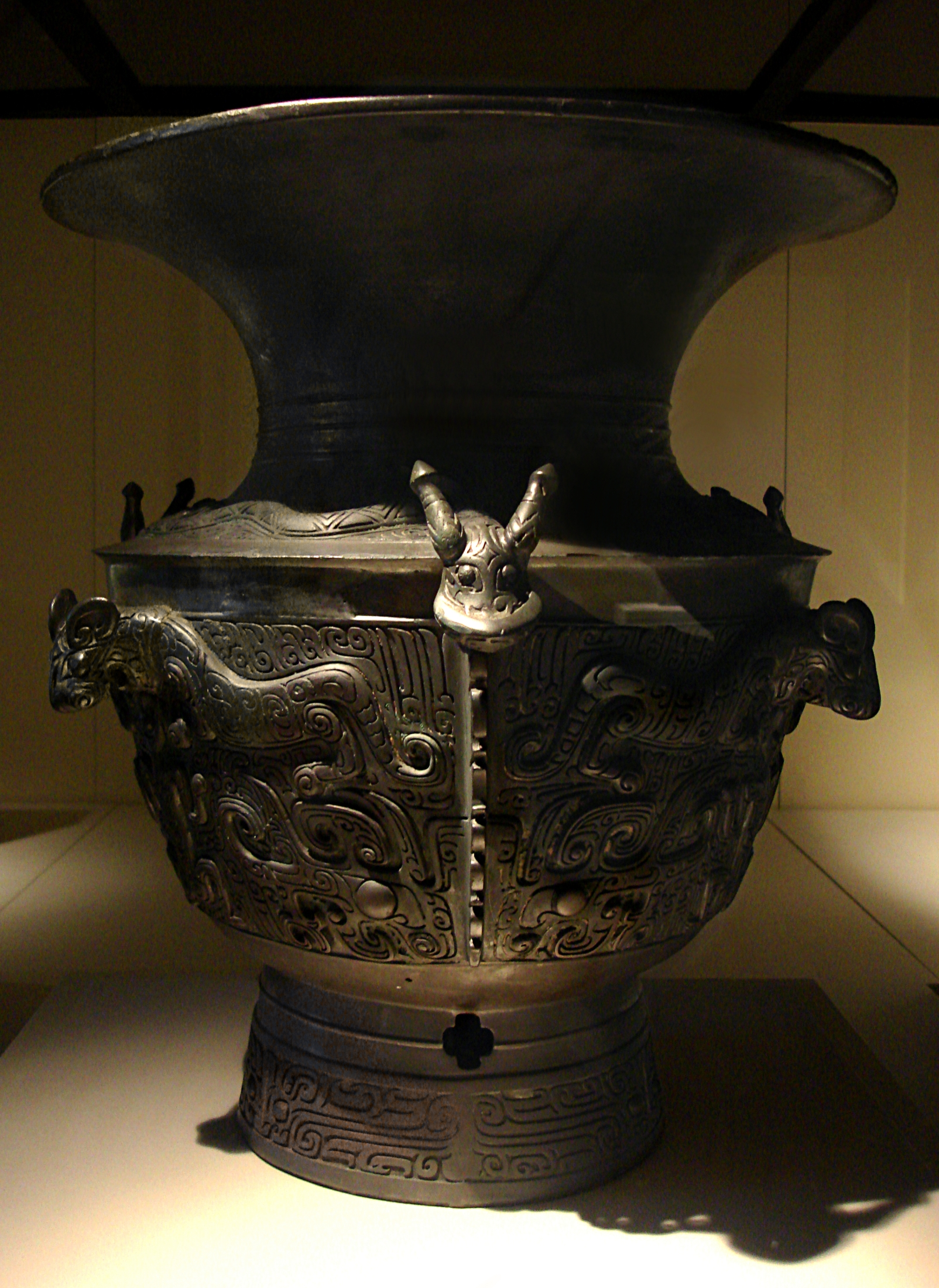
Một bình chứa rượu bằng đồng từ thời nhà Thương (1600–1046 TCN)

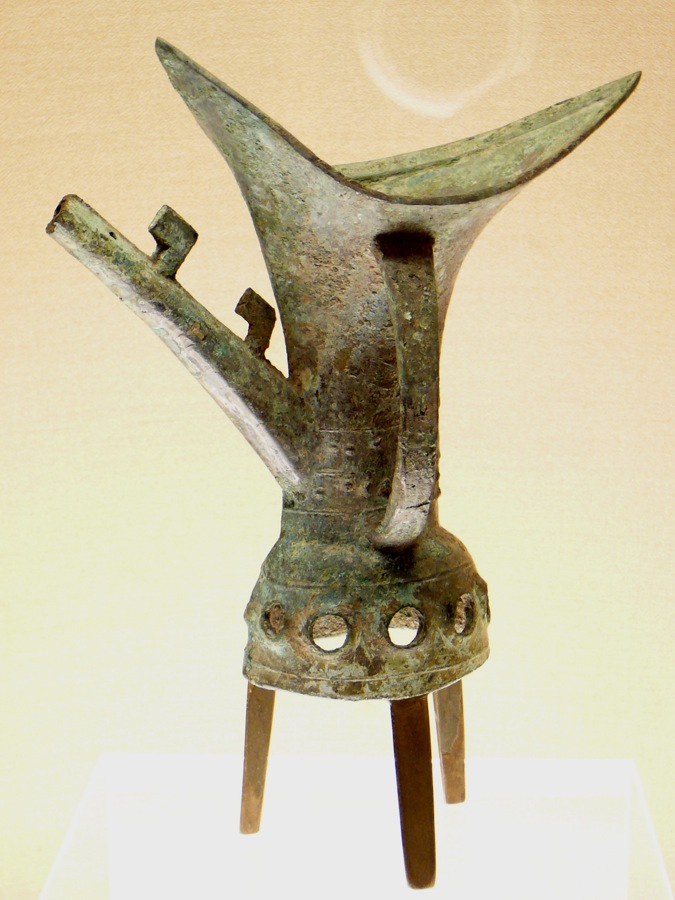
Một chén uống rượu cổ của người Trung Quốc từ thế kỷ 18 TCN

Trong triều đại nhà Hán (202 TCN – 220 SCN), sau cuộc thám hiểm của sứ thần Trương Khiên tới Tây Vực vào thế kỷ thứ 2 TCN và có các cuộc tiếp xúc với các vương quốc Hy Lạp như Đại Uyên, Bactria và Vương quốc Ấn-Hy Lạp, các giống nho chất lượng cao (như vitis vinifera) đã được đưa vào Trung Quốc và rượu vang nho Trung Quốc đã được sản xuất (người Trung Quốc gọi là bồ đào tửu). Trước các chuyến đi của Trương Khiên vào thế kỷ 2 TCN, nho núi dại đã được dùng để làm rượu vang, đáng chú ý các loại nho Vitis thunbergii và Vitis filifolia đã được mô tả trong Thần nông bản thảo kinh.
Rượu gạo vẫn là loại rượu phổ biến nhất ở Trung Quốc, do đó rượu vang nho vẫn được coi là kỳ lạ và phần lớn là dâng cho vua chúa nhà Đường (618-907), phải đến tận triều đại nhà Tống (960–1279) rượu vang nho mới được các tầng lớp quý tộc sử dụng phổ biến. Theo ghi chép của Trầm Quát (1031–1095) trong tác phẩm Mộng khê bút đàm của mình, ông có đề cập tới những nhóm thuộc tầng lớp quý tộc uống rượu vang nho. Thực tế rượu gạo phổ biến hơn rượu vang nho đã được ghi chép trong các cuốn sách của Marco Polo khi ông mạo hiển đến Trung Quốc vào thập niên 1280.

## Trung Đông thời trung cổ
Tại bán đảo Ả Rập, trước khi đạo Hồi ra đời thì rượu vang đã được những thương nhân Aramaic giao dịch, nhưng vùng này điều kiện môi trường không phù hợp cho sự phát triển của cây nho. Nhiều loại đồ uống lên men đã được sản xuất vào thế kỷ 5 và 6, gồm cả rượu vang mật ong và chà là.
Các cuộc chinh phục của đạo Hồi trong thế kỷ 7 và 8 đã mang lại nhiều vùng lãnh thổ mới nằm dưới sự kiểm soát của đạo Hồi. Đồ uống có cồn bị luật pháp cấm, nhưng việc sản xuất rượu, đặc biệt là rượu vang dường như đã phát triển mạnh. Rượu vang là chủ đều cho nhiều nhà thơ ngay cả khi họ nằm dưới sự cai trị của đạo Hồi. Ngay cả những người Khilafah cũng sử dụng đồ uống có cồn trong các cuộc họp xã giao và riêng tư. Người Do Thái Ai Cập thuê vườn nho từ chính quyền của Chiến binh Mamluk và Fatimid, họ sản xuất rượu vang trong các lễ ban phước và làm thuốc, rượu vang đã được trao đổi ở khắp vùng phía Đông Địa Trung Hải. Tu viện Cơ đốc ở Levant và Iraq thường trồng nho, sau đó phân phối rượu vang của họ cho các quán rượu nằm trong vùng đất của tu viện. Hỏa giáo ở Ba Tư và Trung Á cũng tham giao vào việc sản xuất rượu vang. Mặc dù không biết nhiều về ngành thương mại rượu vang của họ, nhưng các quán rượu họ rất nổi tiếng.
Rượu vang nói chung được sử dụng như một nguyên liệu ở Trung Đông thời Trung cổ khi tiên bộ trong quá trình chưng cất của các nhà giả kim thuật Hồi Giáo cho phép sản xuất ethanol tương đối tinh khiết, được sử dụng để làm nước hoa. Lần đầu tiên rượu vang được chưng cất thành brandy trong thời gian này.

## Châu Âu thời Trung cổ

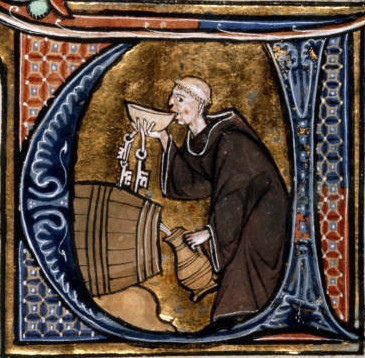
Một tu sĩ thủ kho hầm rượu tu viện đang nếm thử rượu vang, từ Li Livres dou Santé (Pháp, cuối thế kỷ 13)

Trong thời Trung Cổ, rượu vang là đồ uống phổ biến cho tất cả các tầng lớp xã hội ở miền nam châu Âu, nơi trồng được nho. Ở phía bắc và phía đông, những nơi khó trồng nho thì bia và ale lại là đồ uống phổ biến của cả dân thường và quý tộc. Rượu vang được nhập khẩu vào các vùng phía bắc châu Âu, nhưng nó lại đắt tiền, do đó ít khi tầng lớp thấp hơn có dịp sử dụng rượu vang. Rượu vang cần thiết cho việc cử hành Thánh Lễ Công giáo, do đó đảm bảo nguồn cung cho việc này là rất quan trọng. Các tu sĩ dòng Benedictine đã trở thành những nhà sản xuất rượu vang lớn nhất ở Pháp và Đức, ngay sau họ là các cha cố thuộc dòng Cister. Ngoài ra các dòng tu như Carthu, dòng Đền và dòng Cát Minh cũng là những dòng tu làm rượu vang đáng chú ý trong lịch sử. Các tu sĩ Benedictine sở hữu các vườn nhỏ ở Champagne (Dom Perignon là một thầy tu Benedictine), Bourgogne và Bordeaux ở Pháp; Rheingau và Franconia ở Đức. 
Năm 1435, bá tước John IV của Katzenelnbogen, một thành viên giàu có của giới quý tộc La Mã Thần Thánh gần Frankfurt, là người đầu tiên trồng giống nho Riesling, một giống nho quan trọng nhất của Đức. Bên cạnh đó các thầy tu làm rượu vang đã làm nghề làm rượu vang trở thành một ngành công nghiệp, sản xuất đủ rượu vang để đưa tới khắp châu Âu. Ở Bồ Đào Nha, một quốc gia với một truyền thống rượu vang lâu đời, là nơi hệ thống tên gọi cho rượu vang đầu tiên trên thế giới được tạo ra.
Một bà nội trợ của tầng lớp thương gia hay người hầu trong một gia đình quý tộc đều được sử dụng rượu vang trong mỗi bữa ăn, và có quyền lực chọn rượu vang đỏ hay trắng theo sở thích. Các công thức gia đình cho rượu nho mật ong từ giai đoạn này vẫn còn tồn tại, cùng với các công thức để tăng thêm và che đi hương vị trong rượu vang, gồm hành động đơn giản như thêm một lượng nhỏ mật ong vào rượu vang. Rượu vang được giữ trong các thùng gỗ, chúng không được ủ lâu và thường được uống khi ủ được khoảng 6 tháng hoặc lâu hơn. Để bù đắp những ảnh hưởng của việc tiêu thụ rượu cồn, rượu vang thường xuyên được pha loãng với nước theo tỉ lệ một phần rượu với 4 hoặc 5 phần nước.
Một ứng dụng y học của rượu vang thời trung cổ là sử dụng đá rắn (loại đá có hoa văn giống như các vòng hoa văn trên mình con rắn) hòa tan vào rượu để chữa rắn cắn, điều này cho thấy một sự hiểu biết ban đầu về ảnh hưởng của cồn lên hệ thần kinh trung ương trong các tình huống như vậy.
Một thầy tu dòng Dominic là Jofroi thành Waterford đã viết một danh mục tất cả các loại rượu vang và ale được biết đến ở châu Âu, ông đã mô tả chúng với mùi vị tuyệt vời, và giới thiệu chúng cho các nhà nghiên cứu và tư vấn.

## Phát triển ở châu Âu
Cuối thế kỷ 19, rệp Phylloxera đã tàn phá các vườn nho và ngành sản xuất rượu vang ở châu Âu. Loài rệp này mang lại thảm họa cho những người sống dựa vào rượu vang. Các hậu quả do đợt dịch bệnh này rất nặng nề, rất nhiều giống nho bản địa ở châu Âu đã bị mất. Về mặt tích cực, nó đã dẫn đến việc chuyển đổi các vườn nho của châu Âu. Chỉ có các vườn nho khỏe mạnh vượt qua được đợt dịch bệnh và được giữ lại, các vườn nho xấu đã bị nhỏ bỏ và các giống khác tốt hơn được trồng thay thế. Một số loại bơ và pho mát tốt nhất của Pháp hiện nay, được làm từ sữa của những đàn bò được nuôi trên những vùng đất trước đây trồng nho. "Cuvées" cũng được tiêu chuẩn hóa. Điều này đặc biệt quan trọng trong việc tạo ra các loại rượu vang đã biết ngày nay—Champagne và Bordeaux ngày nay cũng được tạo nên từ các loại nho khác nhau. Ở Balkans, nơi không bị bệnh phylloxera, các loại nho địa phương vẫn được bảo tồn, nhưng cùng với sự chiếm đóng của đế chế Ottoman, việc chuyển đổi của các vườn nho diễn ra rất chậm. Các loại nho địa phương ở vùng Balkans hiện nay làm nên loại rượu vang như Retsina.

## Châu Mỹ
Nho và lúa mì lần đầu tiên được đưa đến vùng đất ngày nay là Mỹ Latin bởi những conquistador người Tây Ban Nha, họ mang nho và lúa mì đến vùng đất mới nhằm cung cấp các nhu cầu cần thiết cho Tiệc Thánh công giáo. Được trồng tại các hội truyền giáo Tây Ban Nha, một giống nho đã được biết đến với tên gọi nho hội truyền giáo, và vẫn được trồng với số lượng nhỏ cho đến ngày nay. Làn sóng người nhập cư từ Pháp, Italia và Đức cũng mang theo các loại nho mới đến vùng đất mới, mặc dù các loại nho bản địa châu Mỹ cũng làm được rượu vang (dù vậy mùi vị có thể rất khác nhau).
Trong đợt dịch bệnh phylloxera vào cuối thế kỷ 19, người ta phát hiện các giống nho châu Mỹ có thể miễn dịch với loại bệnh này. Nho lai Pháp-Châu Mỹ được nhân giống và trồng ở một vài nơi tại châu Âu. Quan trong hơn là việc ghép gốc nho châu Mỹ với cành nho châu Âu để tạo ra giống nho mới có thể kháng được bệnh và côn trùng gây hại. Việc chiết ghép này vẫn được thực hiện cho đến ngày nay ở bất cứ nơi nào có bệnh phylloxera.
Rượu vang ở châu Mỹ thường gắn liền với Argentina, California và Chile. Ở đây họ thường sản xuất nhiều loại rượu vang từ loại vang rẻ tiền tới loại vang chất lượng cao và nhãn hiệu vang pha trộn độc quyền. Hầu hết ngành sản xuất rượu vang ở châu Mỹ dựa trên các giống nho ở Cực Thế giới, các vùng rượu vang phát triển của châu Mỹ thường "thông qua" các giống nho có nguồn gốc đặc biệt gần với vùng, như Zinfandel của California (từ Croatia và miền nam Italy), Malbec của Argentina và Carmenère của Chile (cả hai đều bắt nguồn từ Pháp).
Cho đến nửa cuối của thế kỷ 20, rượu vang châu Mỹ nói chung thường bị xem là thua kém các sản phẩm của châu Âu, cho đến khi người Mỹ làm kinh ngạc cả thế giới tại cuộc thi nếm thử rượu vang Paris năm 1976, từ đó rượu vang Tân Thế giới bắt đầu được tôn trọng tại các quốc gia có truyền thống rượu vang lâu đời.

## Australia, New Zealand và Nam Phi
Với giới rượu vang, các quốc gia như Australia, New Zealand, Nam Phi và các quốc gia hác không có truyền thống rượu vang lâu đời cũng được xem là thuộc Tân Thế giới. Ngành sản xuất rượu vang bắt đầu tại tỉnh Cape thuộc miền nam châu Phi vào thập niên 1680. First Fleet của Australia (1788) đã mang những nhánh nho từ Nam Phi đến Australia, mặc dù diện tích trồng ban đầu không thành công và những vườn nho đầu tiên được thành lập vào đầu thế kỷ 19. Mãi cho đến cuối thế kỷ 20, các sản phẩm của các quốc gia này vẫn không được biết đến ngoài thị trường xuất khẩu nhỏ của họ (rượu vang Australia xuất khẩu chủ yếu tới Anh, rượu vang New Zealand hầu hết tiêu thụ trong nước, rượu vang Nam Phi bị từ chối bởi quốc gia này phân biệt chủng tộc). Tuy nhiên, với sự gia tăng cơ giới hóa và áp dụng khoa học vào sản xuất rượu vang, các quốc gia này trở nên nổi tiếng với rượu vang chất lượng cao. Một điều đáng chú ý là thực tế vào thế kỷ 18, nơi xuất khẩu rượu vang lớn nhất vào châu Âu là Tỉnh Cape mà ngày nay là Nam Phi.